# ヴァイス (雑誌)
『ヴァイス』（英: VICE）は、ライフスタイル・芸術・文化・ニュース・政治などを扱うアメリカ合衆国の雑誌。1994年にモントリオールで創刊された。

## 歴史
『ヴァイス』の前身となる雑誌は、1994年にギャヴィン・マキニス、シェーン・スミス、スルーシュ・アルヴィの3人によってモントリオールで創刊された『ヴォイス・オブ・モントリオール』である。1996年に雑誌名が『ヴァイス』に変更された。
1990年代後半、カナダの富豪リチャード・ザルウィンスキがヴァイス・メディアを買収し、その後本社はニューヨークに移転した。『ヴァイス』は政治的に正しくないユーモアで知名度を上げた。
2008年、共同設立者の1人であるマキニスは「創造性の相違」を理由に退社した。
2012年12月には「世界をリードするオンラインビデオを重視したファッションチャンネル」となることを目指してファッション雑誌の『i-D』を買収した。
2015年、エリス・ジョーンズが初の女性編集長に任命された。
2017年12月、『ヴァイス』はヴァイス・メディアの幹部からセクシャルハラスメントを受けたと主張していた4人の女性と和解した。
2018年には季刊に変更された。紙媒体は2019年に休刊となった。
2023年、ヴァイス・メディアは連邦倒産法第11章の適用を申請し、融資元のフォートレス・インベストメント・グループ、ソロス・ファンド・マネジメント、モンロー・キャピタルによって2億2500万ドルで買収されることに合意した。2024年2月、フォートレス・インベストメント・グループがヴァイス・メディアの従業員の大幅な削減を行う予定であることが報じられた。
2024年9月、紙媒体での雑誌の発行を再開した。

## 評価
『ヴァイス』は『ヴォイス・オブ・モントリオール』として創刊された当初から「挑発的」な内容であると評価されていた。2010年には「YouTube世代のゴンゾー・ジャーナリズム」と表現された。
『ヴァイス』が成長するにつれて、「粗雑な過去から距離を置きつつも、コアなオーディエンスに対する権威を強固にし、さらに高めていくための十分な評判を維持する」という問題に取り組むこととなった。2013年には、逃亡中のジョン・マカフィーに同行して取材をした際、記事に掲載された写真にマカフィーの居場所が明らかになるデータが埋め込まれていたことで批判を受けた。